# Georgina Almanza
Georgina Almanza Lanz (19 de abril de 1933-1 de noviembre de 2023) fue una actriz, locutora y esperantista cubana.

## Biografía
Almanza trabajó como locutora en emisoras como RHC Cadena Azul, Radio Palacio, Radio García Serra y CMW Cadena Roja.
Interpretó asimismo personajes como “Luz María” en radionovelas, además de actuar en obras de teatro como “Las brujas de Salem” y “El jardín de yeso”.
Fue galardonada con el Premio ACTUAR y el Premio Nacional de Radio 2007. 
Miembro honoria de la Asociación Cubana de Esperanto (KEA). 